# Estación Gorō

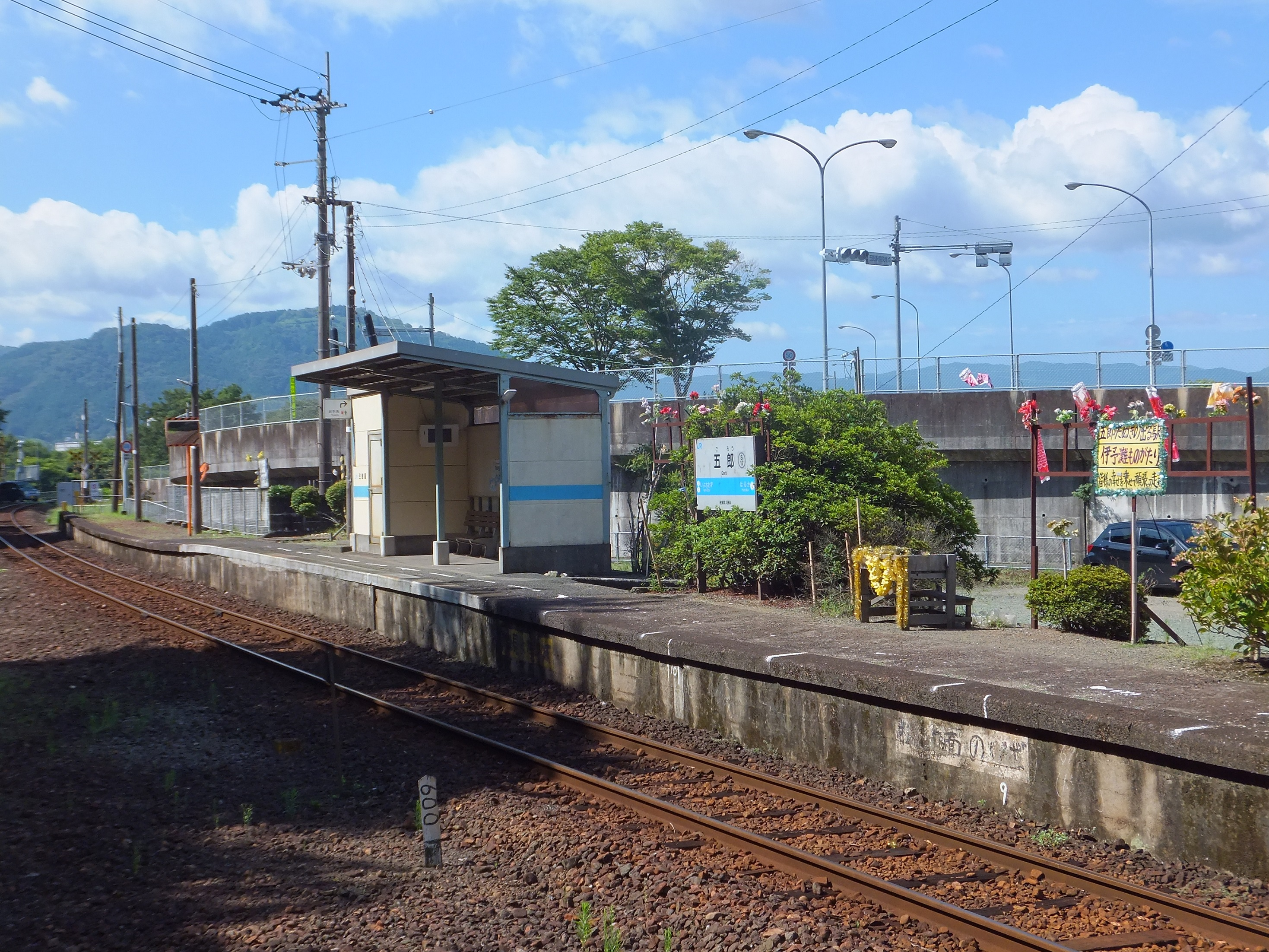
Andén y refugio de la estación de Goro

La estación Gorō (五郎駅 Gorō-eki?) es una estación de la línea Yosan de la Japan Railways que se encuentra en la ciudad de Ōzu de la prefectura de Ehime. El código de la estación es el "S17".

## Características
En su momento fue la estación de inicio de la línea Uchiko (内子線 Uchiko-sen?).

## Estación de pasajeros
Cuenta con una plataforma, la cual posee un único andén (andén 1). Es una estación que no cuenta con personal.
Cuando era parte de la línea Uchiko tenía otra plataforma que contaba con andenes a ambos lados. Hoy en día aún se conserva la plataforma en desuso, por lo que la estación es amplia. Por otra parte, también está el tanque de agua que se conserva de la época de los trenes a vapor.
El edificio de la estación era de madera, pero tras el cambio de recorrido de la línea Uchiko fue demolido.

### Andén
| 1 | ● Línea Yosan | Hacia Nagahama, Iyo, Matsuyama, Hojo, Imabari, Nyūgawa y Saijō (solo servicios comunes) |
| 1 | ● Línea Yosan | Hacia Oozu, Yawatahama y Uwajima (solo servicios comunes)                               |

## Alrededores de la estación
- Ruta Nacional 56
- Campo de brassica napus
- Río Hiji
- Autovía de Matsuyama
  - Intercambiador Oozu

## Historia
- 1918: el 14 de febrero es inaugurada con el nombre de estación Goro por Ferrocarril Ehime (愛媛鉄道 Ehime-tetsudō?), en simultáneo con el tramo entre la estación Oozu (大洲駅 Oozu-eki?) que en la actualidad se denomina estación IyoOozu y la estación Nagahama (長浜駅 Nagahama-eki?) que en la actualidad se denomina estación Iyonagahama.
- 1933: el 1° de octubre el Ferrocarril Ehime es estatizado con el nombre de línea Ehime.
- 1935: el 6 de octubre el ancho de vía la línea Ehime (que desde la época del Ferrocarril Ehime era de 762 mm) pasa a ser de 1.067 mm. Además se completa la extensión desde la estación Shimonada hasta la estación Iyonagahama por lo que las líneas Yosan y Ehime quedan vinculadas entre sí. Por este motivo el recorrido desde la estación Takamatsu hasta la estación Ōzu pasa a denominarse línea Principal Yosan (予讃本線 Yosan-honsen?). Este mismo día el ramal del Ferrocarril Ehime que llegaba hasta la estación Uchiko pasó a denominarse Línea Uchiko, y la Estación Goro fue la estación de intercambio entre ambas líneas.
- 1986: el 3 de marzo se inaugura el nuevo ramal entre las estaciones Mukaibara y Uchiko, en consecuencia los servicios rápidos dejan de circular por la estación.
- 1987: el 1° de abril pasa a ser una estación de la división Ferrocarriles de Pasajeros de Shikoku de la Japan Railways.
- 1988: en junio la línea Principal Yosan vuelve a ser simplemente línea Yosan.

## Estación anterior y posterior
- Línea Yosan 
  - Estación Haruka (S16)  <<  Estación Goro (S17)  >>  Estación IyoŌzu (S18)